# Ostropella
Ostropella is een geslacht in de orde Pleosporales. De familie is nog niet met zekerheid bepaald (Incertae sedis).

## Soorten
Volgens Index Fungorum telt het geslacht negen soorten (peildatum april 2022):
| Soortnaam              | Auteur(s)                    | Publicatiejaar |
| ---------------------- | ---------------------------- | -------------- |
| Ostropella albocincta  | (Berk. & M.A. Curtis) Höhn.  | 1918           |
| Ostropella fusispora   | (Seaver) E. Müll.            | 1962           |
| Ostropella luxurians   | Lar.N. Vassiljeva            | 1997           |
| Ostropella microspora  | (Pass. ex Martelli) E. Müll. | 1962           |
| Ostropella montellica  | (Sacc.) E. Müll.             | 1962           |
| Ostropella striata     | Huhndorf                     | 1998           |
| Ostropella verrucosa   | (Syd.) E. Müll.              | 1962           |
| Ostropella verruculosa | C. Moreau & M. Moreau        | 1951           |
| Ostropella vicinella   | (Sacc.) E. Müll.             | 1962           |